# Tuffi ai campionati mondiali di nuoto 2013 - Trampolino 1 metro maschile
La competizione di tuffi dal trampolino 3 metri sincro maschile dei campionati mondiali di nuoto 2013 si è disputata il 20 e il 21 luglio 2013 nella piscina municipale di Montjuïc a Barcellona. La gara si è svolta in due fasi: il primo giorno si è disputato il turno eliminatorio cui hanno partecipato 43 atleti. I migliori dodici hanno gareggiato per le medaglie nella finale tenutesi il giorno dopo.

## Medaglie
| Posizione | Atlete       | Paese   |
| --------- | ------------ | ------- |
| Oro       | Li Shixin    | Cina    |
| Argento   | Illja Kvaša  | Ucraina |
| Bronzo    | Kevin Chávez | Messico |

## Risultati
In verde sono indicati gli atleti ammessi alla finale.
| Pos. | Atlete                | Nazionalità   | Eliminatorie | Eliminatorie | Finale    | Finale |
| Pos. | Atlete                | Nazionalità   | Punti        | Pos.         | Punti     | Pos.   |
| ---- | --------------------- | ------------- | ------------ | ------------ | --------- | ------ |
|      | Li Shixin             | Cina          | 405.00       | 1            | 460.95    | 1      |
|      | Illja Kvaša           | Ucraina       | 391.95       | 3            | 434.30    | 2      |
|      | Kevin Chávez          | Messico       | 381.20       | 4            | 431.55    | 3      |
| 4    | Sun Zhiyi             | Cina          | 377.15       | 7            | 425.05    | 4      |
| 5    | Constantin Blaha      | Austria       | 358.60       | 10           | 411.75    | 5      |
| 6    | Matthieu Rosset       | Francia       | 404.95       | 2            | 409.45    | 6      |
| 7    | Rommel Pacheco        | Messico       | 378.90       | 6            | 399.65    | 7      |
| 8    | Martin Wolfram        | Germania      | 361.50       | 9            | 398.05    | 8      |
| 9    | Sebastián Morales     | Colombia      | 380.45       | 5            | 387.30    | 9      |
| 10   | Oliver Homuth         | Germania      | 362.20       | 8            | 386.75    | 10     |
| 11   | Sergey Nazin          | Russia        | 352.65       | 11           | 380.00    | 11     |
| 12   | Oleh Kolodij          | Ucraina       | 349.75       | 12           | 375.75    | 12     |
| 16.5 | H09.5                 |               |              |              | 00:55.635 | O      |
| 13   | Evgeny Novoselov      | Russia        | 344.10       | 13           |           |        |
| 14   | Harry Jones           | Stati Uniti   | 343.40       | 14           |           |        |
| 15   | Andrzej Rzeszutek     | Polonia       | 338.45       | 15           |           |        |
| 16   | Christopher Mears     | Gran Bretagna | 333.30       | 16           |           |        |
| 17   | Kristian Ipsen        | Stati Uniti   | 333.10       | 17           |           |        |
| 18   | Michail Fafalis       | Grecia        | 329.60       | 18           |           |        |
| 19   | Jack Laugher          | Gran Bretagna | 327.20       | 19           |           |        |
| 20   | Xie Zhen              | Hong Kong     | 321.95       | 20           |           |        |
| 21   | Woo Ha-Ram            | Corea del Sud | 315.75       | 21           |           |        |
| 22   | Nicolás García        | Spagna        | 312.90       | 22           |           |        |
| 23   | Yona Knight-Wisdom    | Giamaica      | 311.55       | 23           |           |        |
| 24   | Ahmad Amsyar Azman    | Malaysia      | 309.15       | 24           |           |        |
| 25   | Espen Gilje Bergslien | Norvegia      | 306.50       | 25           |           |        |
| 26   | Michele Benedetti     | Italia        | 303.10       | 26           |           |        |
| 27   | François Imbeau-Dulac | Canada        | 299.00       | 27           |           |        |
| 28   | Chew Yiwei            | Malaysia      | 297.00       | 28           |           |        |
| 29   | Vinko Paradzik        | Svezia        | 295.10       | 29           |           |        |
| 30   | César Castro          | Brasile       | 292.85       | 30           |           |        |
| 31   | Andreas Billi         | Italia        | 292.30       | 31           |           |        |
| 32   | Yorick de Bruijn      | Paesi Bassi   | 289.40       | 32           |           |        |
| 33   | Alfredo Colmenarez    | Venezuela     | 288.25       | 33           |           |        |
| 34   | Jesús Liranzo         | Venezuela     | 285.15       | 34           |           |        |
| 35   | Poon Jason Wai Ching  | Hong Kong     | 282.30       | 35           |           |        |
| 36   | Kim Yeong-Nam         | Corea del Sud | 276.95       | 36           |           |        |
| 37   | Botond Bóta           | Ungheria      | 272.70       | 37           |           |        |
| 38   | Abbas Abdulrahman     | Kuwait        | 270.25       | 38           |           |        |
| 39   | Jaŭhen Karalëŭ        | Bielorussia   | 247.70       | 39           |           |        |
| 40   | Sergej Baziuk         | Lituania      | 246.30       | 40           |           |        |
| 41   | Addy van der Sluys    | Sudafrica     | 239.15       | 41           |           |        |
| 42   | Jesper Tolvers        | Svezia        | 229.00       | 42           |           |        |
| 43   | Ignas Barkauskas      | Lituania      | 212.90       | 43           |           |        |